# (10605) Guidoni
(10605) Guidoni est un astéroïde de la ceinture principale.

## Description
(10605) Guidoni est un astéroïde de la ceinture principale. Il fut découvert le 3 novembre 1996 à Sormano par Valter Giuliani et Francesco Manca. Il présente une orbite caractérisée par un demi-grand axe de 2,95 UA, une excentricité de 0,11 et une inclinaison de 0,9° par rapport à l'écliptique.

## Compléments